# Heliconius carolina
Heliconius carolina är en fjärilsart som beskrevs av Herbst 1790. Heliconius carolina ingår i släktet Heliconius och familjen praktfjärilar. Inga underarter finns listade i Catalogue of Life.